# Черкасова, Мария Петровна
Мари́я Петро́вна Черка́сова (1895 года — дата смерти неизвестна) — директор Соболевского сахсвеклокомбината Тепликского района Винницкой области, Украинская ССР. Герой Социалистического Труда (1958).
Указом Президиума Верховного Совета СССР от 26 февраля 1958 года удостоена звания Героя Социалистического Труда «за выдающиеся успехи, достигнутые в деле развития сельского хозяйства по производству зерна, картофеля, сахарной свеклы, мяса, молока и других продуктов сельского хозяйства, и внедрение в произ¬водство достижений науки и передового опыта» с вручением ордена Ленина и золотой медали Серп и Молот.